# Slag bij Compton's Ferry
De Slag bij Compton's Ferry vond plaats op 11 augustus 1862 bij de Grand River in Missouri tijdens de Amerikaanse Burgeroorlog.
De Zuidelijke kolonel John A. Poindexter en zijn 1.200 tot 1.500 sterke eenheid werd bij het oversteken van de Grand River aangevallen door een eenheid onder kolonel Odon Guitar. Terwijl de Zuidelijken de rivier overstaken, stelden de Noordelijken hun artillerie op en vuurden acht salvo’s naar de vijand af. Dit veroorzaakte bij de Zuidelijken paniek wat resulteerde in een vlucht. Hierbij verloren ze de meeste uitrustingsstukken. Samen met Benjamin Loan zette Guitar de achtervolging in. Bij Yellow Creek leden de Zuidelijken opnieuw verliezen. Op 1 september werd de gewonde Poindexter gevangengenomen toen hij probeerde te vluchten in burgerkledij. Dankzij deze overwinning slaagden de Noordelijken erin om de Zuidelijken definitief uit het gebied ten noorden van de rivier de Missouri te verjagen.